# 高橋徳男
高橋 徳男（たかはし とくお、1936年7月 - 2009年6月3日）は、日本のフランス料理人。

## 経歴
1936年、東京都出身。
1959年、志度藤雄(1901-1986)の名店「花の木」(銀座)を振り出しに、1965年レンガ屋(銀座)、渡仏して1969年ラセール( (fr:Lasserre (restaurant)) , パリ)、1971年トロワグロ( (fr:Troisgros) , ロアンヌ)、ドゥブリュ(パティスリー, パリ)など名店で修行。
帰国後、1973年レンガ屋(代官山)シェフ、ラ・マレ(La Maree、原宿)シェフ、1983年4月アピシウス(Apicius, 有楽町)シェフ、1996年9月同店グランシェフを歴任。
一時体調を崩して勇退、回復して1999年パ・マル(Pas Mal, 神田, 2006年閉店)、2003年パ・マル(Pas Mal, 六本木)を開店。

## エピソード
トロワグロは、後輩にあたる井上旭の紹介。ジャン・トロワグロ (fr:Troisgros) (1898-1974)の薫陶を得て、ポワソニエ、ロティシエ、ソーシエなど主要部門長を担当。同時期、ベルナール・ロワゾー (fr:Bernard Loiseau) (1951年1月13日-2003年2月24日)やギィ・サボォワ (fr:Guy Savoy) , 1953年7月24日-)がアプランティ(見習い)として働いていた。
トロワグロ兄弟の不在中、レストランガイド『ゴ・エ・ミヨ』 (fr:Gault et Millau) の審査員が来店、食後に調理場を視察して､見たことも無い日本人が実質的に仕切っている姿に驚いたが、その場で評点の現状維持を示したという。
アピシウスは、オーナーの株式会社アペックス二代目社長・森一が、開店にあたり「日本一のフランス料理店にしたい」として招聘したもの。また、パ・マル(六本木)は、森ビルが六本木ヒルズのオープン(2003年)にあたり「職人横丁を造りたい」との構想に応じたもの。
厳しい料理人の世界にあって、温厚な人柄を活かし、部下の成長過程に応じ的確な指導・育成を行ったと云われる。門下に小林定(Apicius前シェフ)、岩元学(Apiciusシェフ, 1959年-)など優秀な料理人を輩出した。
著書において、流通革新による食材の多様化、食のグローバル化により、後進の技術が自身のレベルを超えていくであろうことを予見している。

## 著作
- シェフ・シリーズ 18号「アピシウス　高橋徳男　贅沢の応用　三つ星家庭料理を考える」(中央公論社, 1986年4月)
- 「メニューの設計図」(柴田書店, 1998年1月1日), ISBN 438835208X, ISBN 978-4388352081